# NGC 4812
NGC 4812 is een lensvormig sterrenstelsel in het sterrenbeeld Centaur. Het hemelobject werd op 8 juni 1834 ontdekt door de Britse astronoom John Herschel.

## Synoniemen
- ESO 323-48
- MCG -7-27-18
- AM 1254-413
- DCL 412
- PGC 44204